# Fuggerei

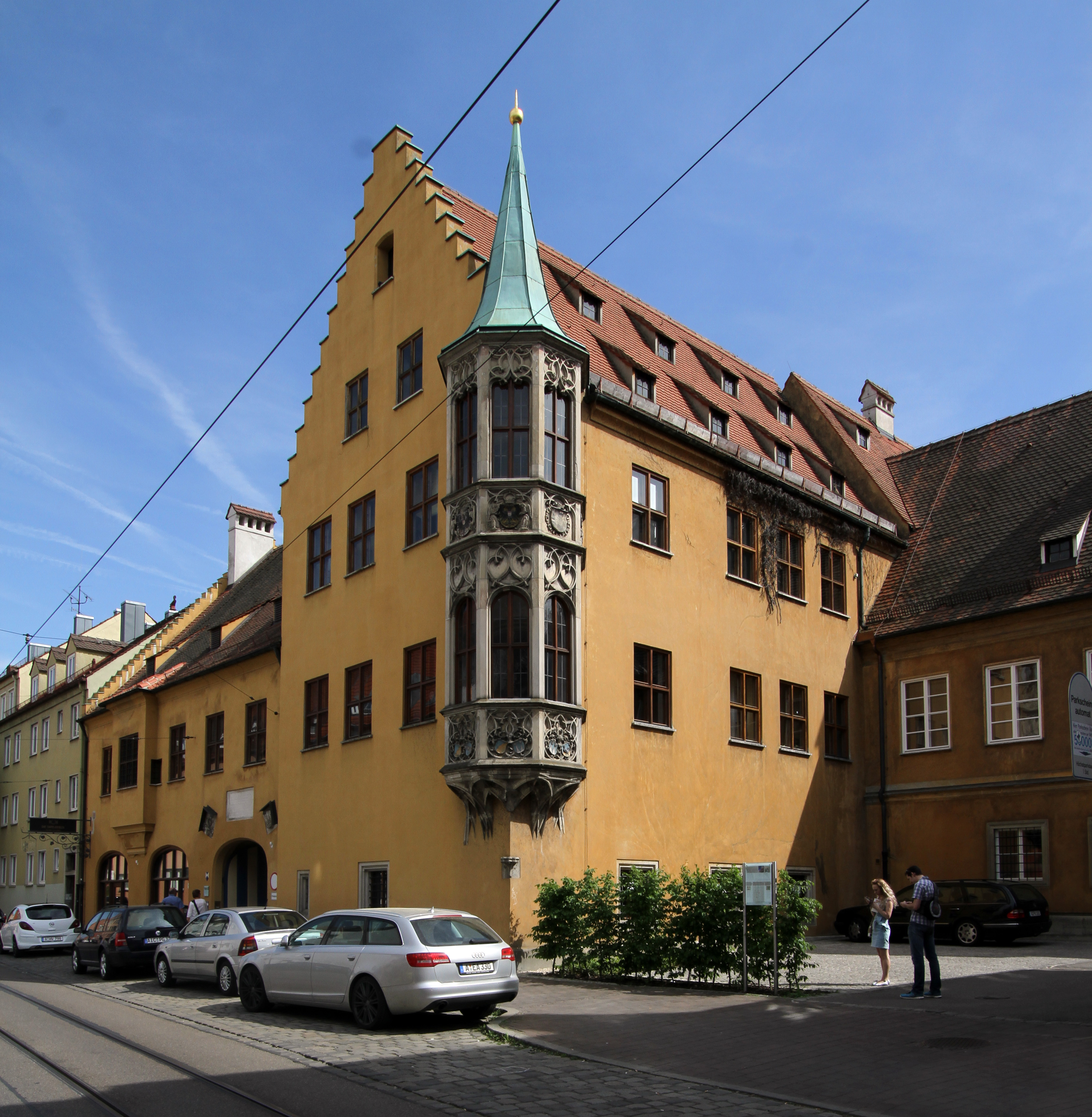

Fuggerei là khu phức hợp nhà ở xã hội lâu đời nhất trên thế giới vẫn được sử dụng. Đó là một vùng đất có tường bao quanh trong thành phố Augsburg, Bayern, Đức. Nó lấy tên từ gia đình Fugger và được thành lập năm 1516 bởi Jakob Fugger (được gọi là "Jakob Fugger giàu có"), là một nơi mà người dân nghèo của Augsburg có thể tới ở. Khoảng năm 1523, 52 ngôi nhà đã được xây dựng, và trong những năm sau đó khu vực mở rộng với những đường phố khác nhau, những sân nhỏ và một nhà thờ. Những cánh cổng được khóa vào ban đêm, vì vậy Fuggerei rất giống với một thị trấn nhỏ thời trung cổ độc lập. Nó vẫn còn là nơi cư trú ngày nay, và như vậy là dự án nhà ở xã hội lâu đời nhất trên thế giới.

## Mô tả
Giá thuê nhà căn bản đã và vẫn là một Rheinischer Gulden mỗi năm (tương đương 0,88 euro), cũng như ba lời cầu nguyện hàng ngày cho các chủ sở hữu hiện tại của Fuggerei - Kinh Lạy Cha, Kính Mừng, và Kinh tin kính Nicea. Các điều kiện sống ở đó vẫn còn giống như 480 năm trước: Phải sống ít nhất hai năm tại Augsburg, có đức tin Công giáo và nghèo khổ nhưng không mắc nợ. Năm cổng vào vẫn bị khóa mỗi ngày vào lúc 22:00.
Đơn vị nhà ở trong khu vực gồm có 45-65 mét vuông (500-700 bộ vuông) mỗi căn hộ, nhưng vì mỗi đơn vị có lối vào riêng của mình từ ngoài đường, nó giống như sống trong một ngôi nhà. Không có chỗ ở nào phải chia sẻ; mỗi gia đình có căn hộ riêng của mình, trong đó bao gồm một nhà bếp, một phòng khách, một phòng ngủ và một phòng phụ nhỏ, tổng cộng khoảng 60 mét vuông. Tất cả căn hộ tầng trệt đều có một khu vườn nhỏ và nhà vườn, trong khi căn hộ tầng trên có một gác mái. Tất cả các căn hộ có tiện nghi hiện đại như truyền hình và nước dùng. Một căn hộ tầng trệt không có người ở, được dùng như là một bảo tàng mở cửa cho công chúng. Các chuông cửa nhà có hình dạng phức tạp, duy nhất, có trước khi đèn đường được thiết kế, để người dân có thể xác định cửa của họ bằng cách cảm nhận tay cầm trong bóng tối.

## Lịch sử

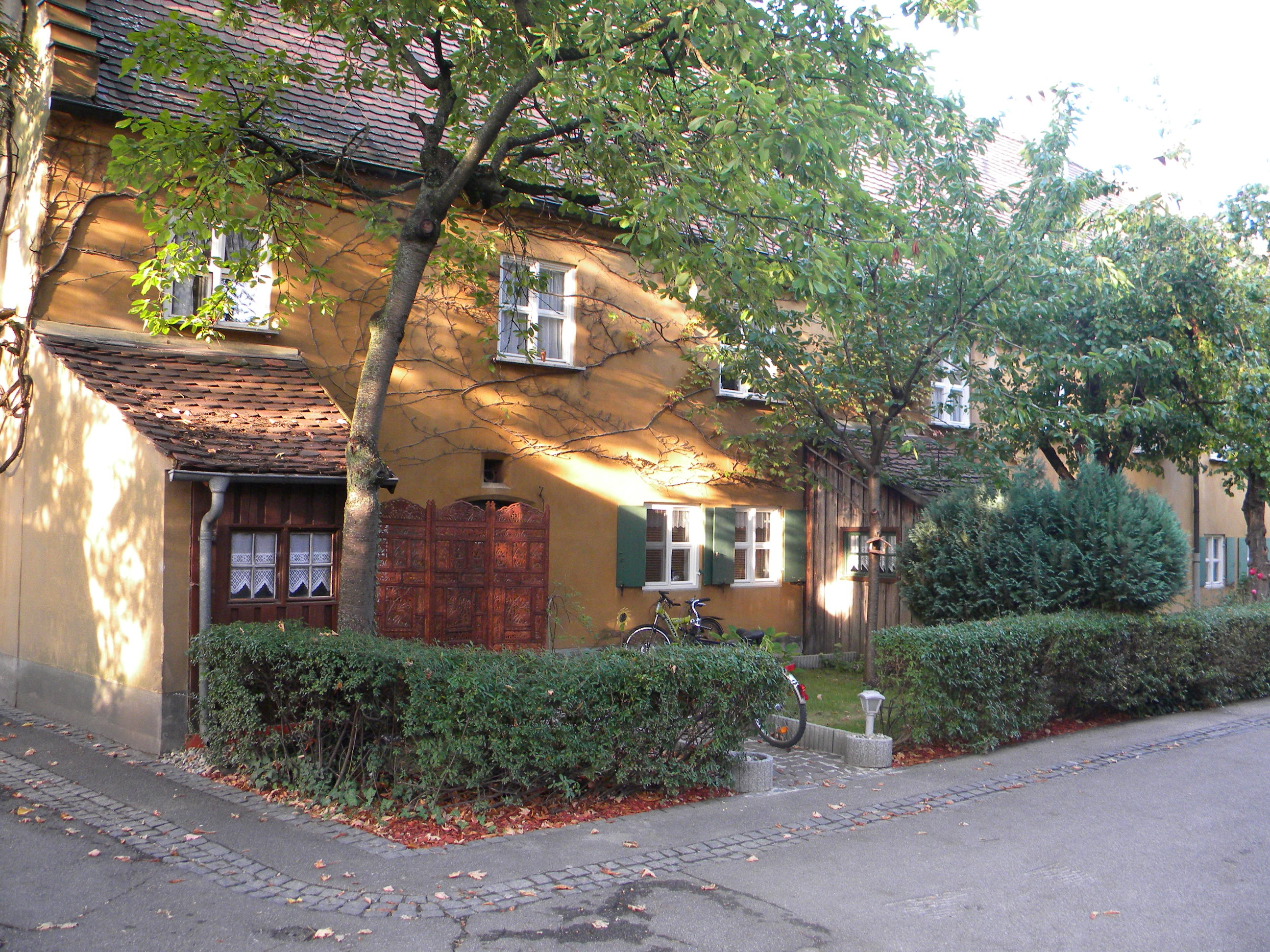

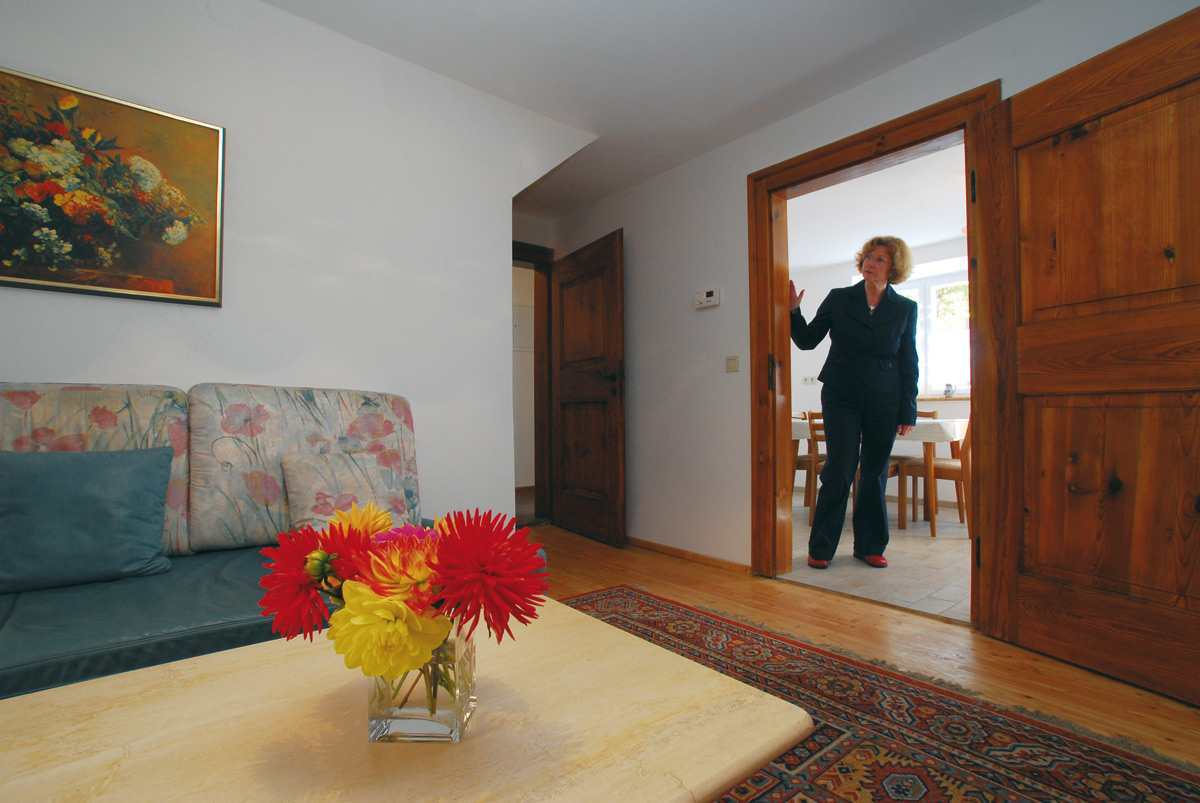
Một căn hộ kiểu mẫu

Gia đình Fugger đầu tiên trở nên giàu có nhờ nghề dệt và buôn bán. Jakob Fugger "giàu có" mở rộng lợi ích của họ bằng cách khai thác mỏ bạc và kinh doanh với Venice. Ngoài ra ông là một nhà tài chính và xem Vatican là một khách hàng đáng chú ý. Gia đình ông trở thành những người hỗ trợ tài chính cho nhà Habsburg và ông đã tài trợ cho cuộc bầu cử thành công của Karl V làm Hoàng đế của Đế quốc La Mã Thần thánh trong 1519.
Fuggerei được xây dựng lần đầu tiên giữa năm 1514 và 1523 dưới sự giám sát của kiến trúc sư Thomas Krebs, và vào năm 1582 Hans Holl thêm vào Nhà thờ St. Mark cho khu nhà ở này. Được mở rộng hơn nữa trong năm 1880 và 1938, Fuggerei ngày nay bao gồm 67 ngôi nhà với 147 căn hộ, một cái giếng, và một tòa nhà hành chính. Fuggerei bị hư hỏng nặng do các vụ đánh bom Augsburg trong Thế chiến II, nhưng đã được xây dựng lại theo kiểu ban đầu.
Ông cố của Wolfgang Amadeus Mozart, nhà thợ nề Franz Mozart, sống ở Fuggerei giữa năm 1681 và 1694, và được kỷ niệm ngày nay bằng một bảng đá.

## Bảo trì
Fuggerei được hỗ trợ bởi một tổ chức từ thiện được thành lập vào năm 1520 mà Jakob Fugger tài trợ với một khoản tiền gửi ban đầu là 10.000 gulden. Theo tờ Wall Street Journal, tổ chức từ thiện này được quản lý cẩn thận với nguồn thu lớn nhất đến từ những tài sản lâm nghiệp, mà gia đình Fugger ưa chuộng kể từ thế kỷ thứ 17 sau khi mất tiền vì đầu tư có thể kiếm được nhiều tiền. Số tiền nhận được hàng năm của tổ chức thay đổi từ một tỷ lệ sau lạm phát là 0,5% đến 2%. Đứng đầu gia đình Fugger hiện nay là nữ bá tước Maria-Elisabeth von Thun und Hohenstein, nhũ danh bá tước Fugger von Kirchberg, sống tại lâu đài Kirchberg. Hiện nay tổ chức từ thiện này được quản lý bởi Wolf-Dietrich Graf von Hundt.
Tính đến năm 2011, lệ phí cho một tour du lịch vào Fuggerei là 4,00 €, hơn bốn lần tiền thuê nhà hàng năm.

## Hình ảnh

Đường phố
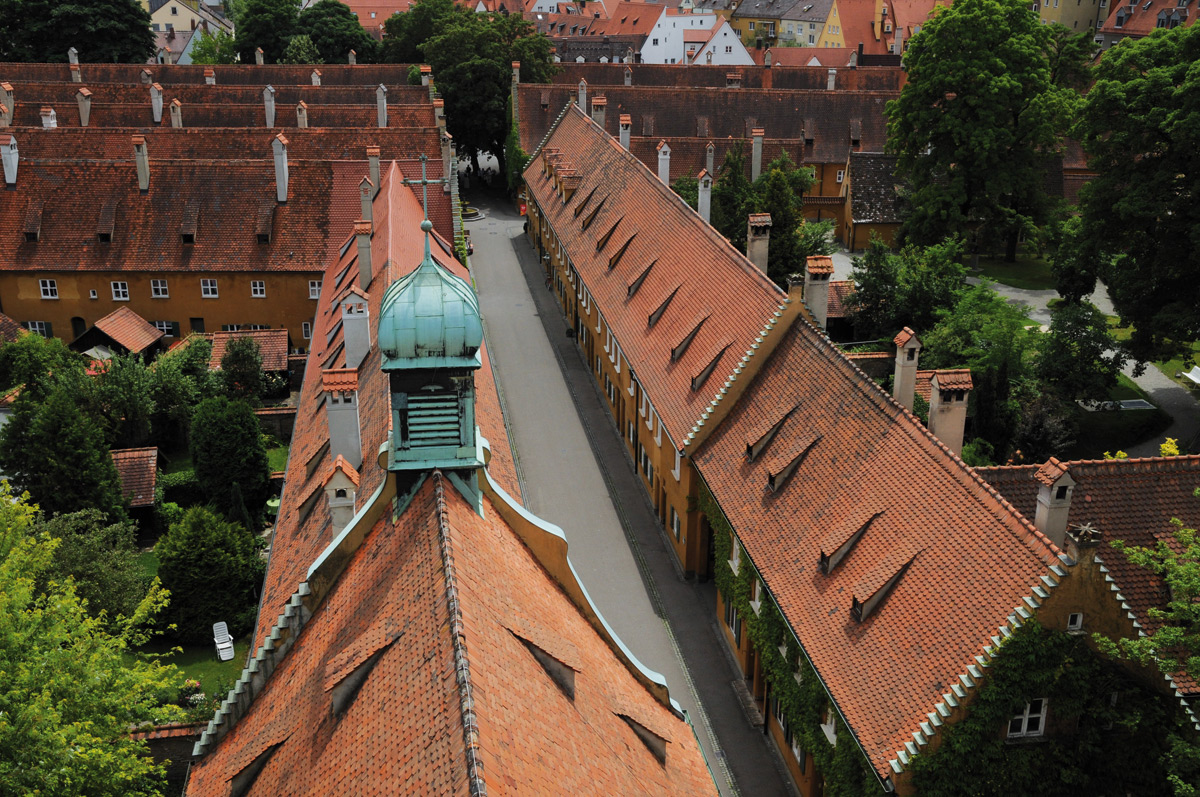
Nhà St. Mark's và Herrengasse
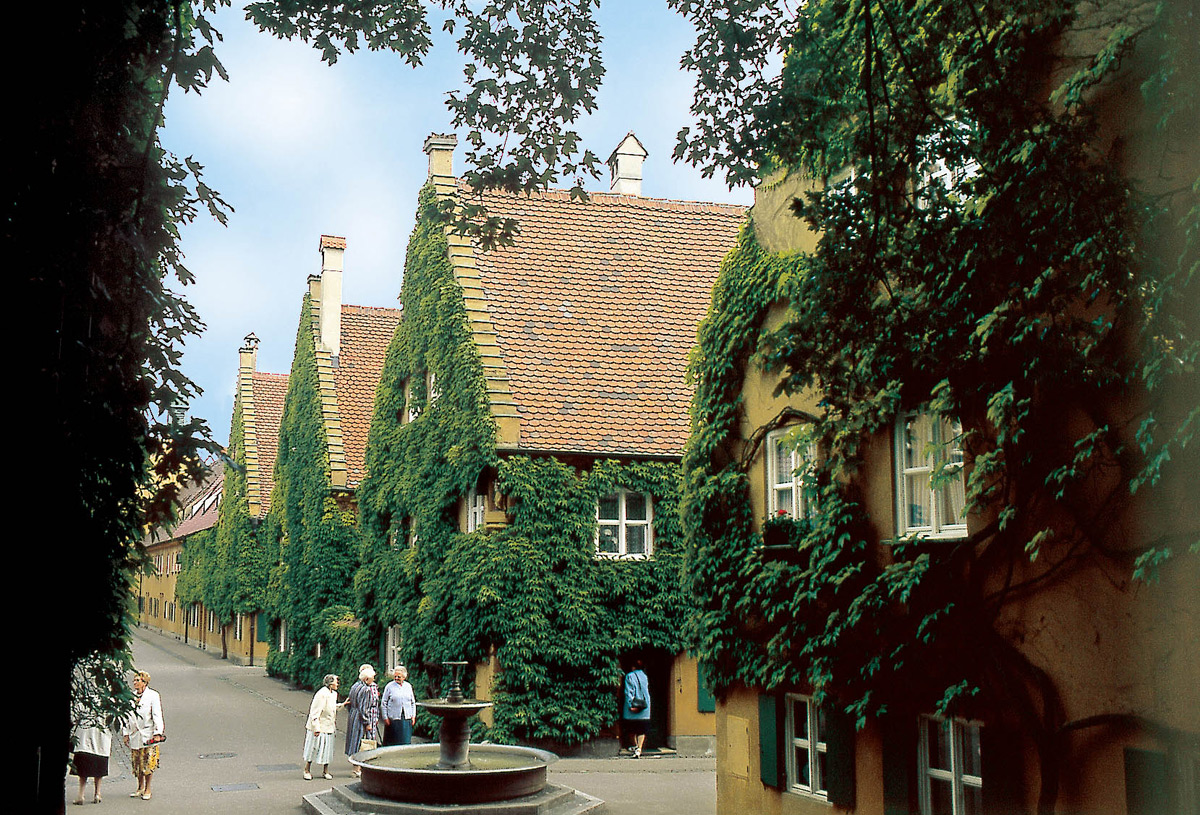
Herrengasse từ phía Nam
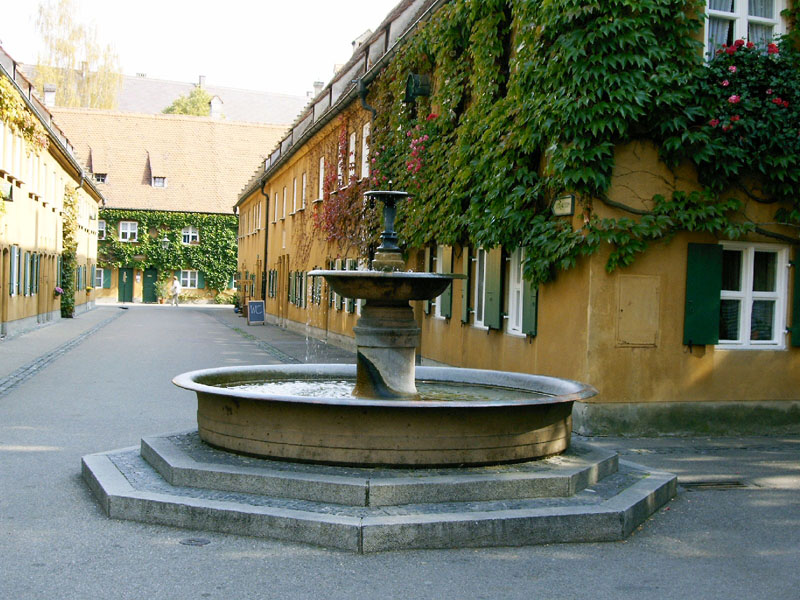
Mittlere Gasse
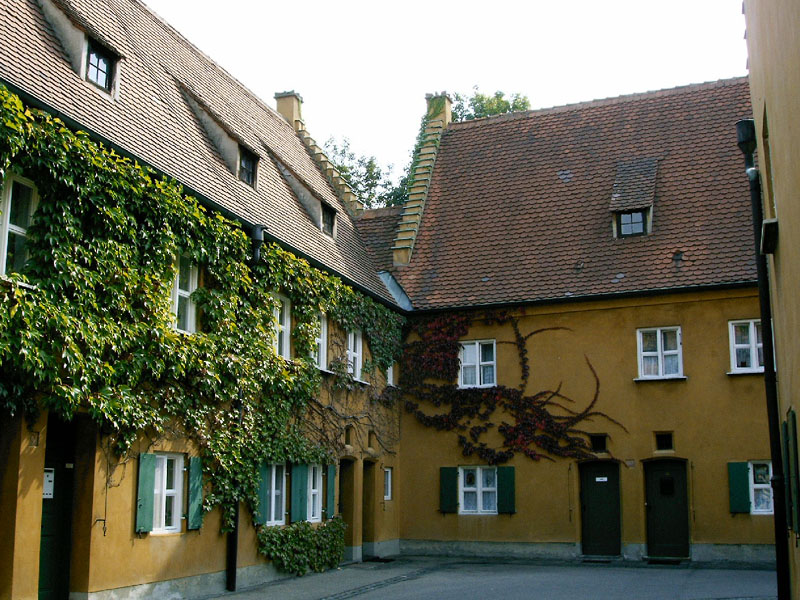
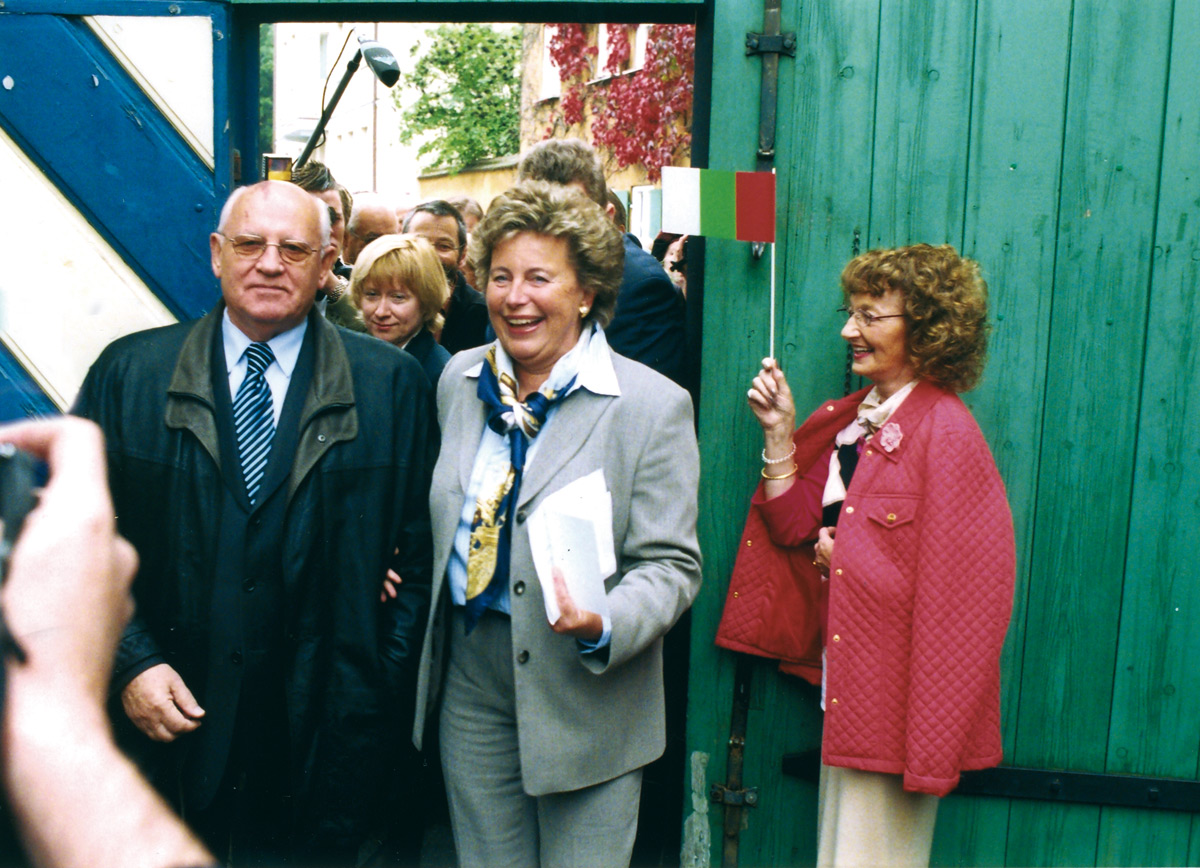
Elisabeth Thun-Fugger với Mikhail Sergeyevich Gorbachyov, 2005
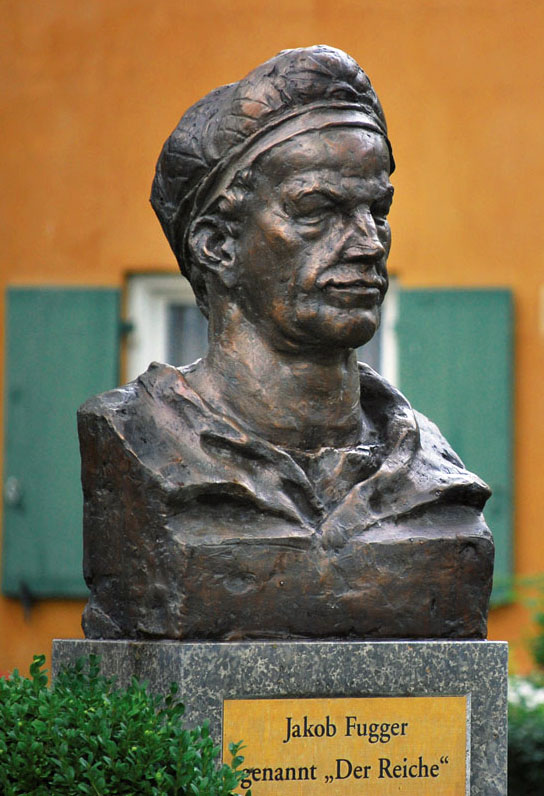
Tượng Jakob Fugger